# Wyrobisko udostępniające
Wyrobisko udostępniające – wyrobisko wykonane w skałach płonnych, które umożliwia dostęp do złoża lub jego części. Wyrobiska udostępniające dzielą się na: kapitalne, główne i polowe. Podziemnymi wyrobiskami udostępniającymi są np. przecznica lub przekop. Wyrobiska te zakładane są na poziomach wydobywczych. Wyrobiska udostępniające kapitalne są to wyrobiska mające kontakt z powierzchnią, np. szyb, sztolnia, upadowa z powierzchni ziemi, oraz na poziomach: podszybie, wytyczna lub przecznica. Wyrobiska udostępniające główne to przecznice kierunkowe. Wyrobiska udostępniające polowe to przecznice polowe, przekopy polowe, szybiki polowe i inne wyrobiska wykonane w skałach płonnych w obrębie pola eksploatacyjnego.